# Дзё, Тацуя
Тацуя Дзё (яп. 城達也 Дзё: Тацуя, 13 декабря, 1931, префектура Оита — 25 февраля, 1995) — японский сэйю. В 2008 году, на церемонии «Seiyu Awards», получил специальный приз за заслуги.

## Роли в аниме
1969 год
- Ninpuu Kamui Gaiden (Голос за кадром);

1979 год
- Галактический экспресс 999 — Фильм (Голос за кадром);

1983 год
- Босоногий Гэн (Голос за кадром);

1986 год
- Жар-птица: Глава о Фениксе (Голос за кадром);